# スウェン・ネイター
スウェン・エリック・ネイター (Swen Erick Nater, 1950年1月14日 - ) は、オランダ・北ホラント州出身の元バスケットボール選手。身長211cm、体重108kg。ポジションはセンター。1970年代のアメリカバスケットボール界で活躍し、大学時代はカリフォルニア大学ロサンゼルス校（UCLA）でNCAAトーナメントを連覇、プロリーグABAでは新人王に輝き、ABA、NBA双方でリバウンド王に輝いた経歴を持つ。

## 経歴
ネイターはUCLAが名将ジョン・ウッデン指導のもとで1960年代後半から1970年代前半にかけて達成した伝説的なNCAAトーナメント6連覇時代の一員であり、1971年と1972年にトーナメントを制覇した。1973年にABAのバージニア・スクワイアーズに入団するが、シーズン中に現金30万ドルにドラフト指名権との交換でサンアントニオ・スパーズにトレードされる。スパーズ移籍を機に活躍の機会を得たネイターは成績を大きく伸ばし、ルーキーシーズンは平均14.1得点12.6リバウンド、リーグ1位となるFG成功率55.2%の成績で見事にABAの新人王、オールABA2ndチーム、オールスターに選ばれた。翌1974-75シーズンには平均15.1得点16.4リバウンドを記録してリバウンド王に輝き、2年連続でオールABA2ndチーム、オールスターに選ばれている。しかし1975-76シーズンのニューヨーク・ネッツ移籍を機に成績を落とし、シーズン中に古巣のスクワイアーズにトレードされている。
経営が行き詰っていたABAは1975-76シーズンを最後に消滅。ネイターは1973年のNBAドラフトで彼を指名していたミルウォーキー・バックスが獲得することになり、彼はNBAで最初のシーズンである1976-77シーズンに平均13.0得点12.0リバウンドの成績を残した。シーズン終了後、将来のドラフト指名権とのトレードでバッファロー・ブレーブスに移籍。以後、サンディエゴ・クリッパーズに名を変えるこのチームでネイターは6シーズンを過ごし、故障を抱えた最後の2シーズンを除く4シーズンで平均ダブル・ダブルを達成し、1979-80シーズンには平均15.0リバウンドを記録してリバウンド王に輝くなど、クリッパーズのインサイドの柱として活躍した。1983-84シーズンにはロサンゼルス・レイカーズに移籍し、カリーム・アブドゥル＝ジャバーのバックアップとしてプレー。NBA移籍後初のプレーオフを経験し、NBAファイナル進出も果たしたものの、ボストン・セルティックスに破れ優勝はならなかった。このシーズンを最後にネイターは現役から引退した。

## 通算成績
- ABA/NBA通算成績
  - 722試合出場
  - 8,980得点（平均12.4得点）
  - 8,340リバウンド（平均11.6リバウンド）
  - FG成功率：53.5%
  - FT成功率：74.8%

- 主な業績
  - NCAAトーナメント制覇　（1971, 1972）
  - ABA新人王　（1974）
  - オールABA2ndチーム (1974, 1975)
  - ABAオールスターゲーム出場 （1974, 1975）
  - ABAフィールドゴール成功率1位 （1974）
  - ABAリバウンド王　（1975）
  - NBAリバウンド王　（1980）